# Arthursdale
Arthursdale – wieś w Anglii, w hrabstwie West Yorkshire. Leży 9 km na wschód od miasta Leeds i 272 km na północ od Londynu.